# Eyprepocnemis chloropus
Eyprepocnemis chloropus is een rechtvleugelig insect uit de familie veldsprinkhanen (Acrididae). De wetenschappelijke naam van deze soort is voor het eerst geldig gepubliceerd in 1952 door Ramme.